# Zakłady Górniczo-Hutnicze Orzeł Biały
Zakłady Górniczo-Hutnicze Orzeł Biały (Kombinat Górniczo-Hutniczy Orzeł Biały) – polskie przedsiębiorstwo zajmujące się wydobyciem i przeróbką rud cynku i ołowiu z siedzibą w Piekarach Śląskich-Brzezinach Śląskich, działające w latach 1967–1991. Największy polski producent cynku i ołowiu do 1969 roku.
Kombinat powstał z połączenia kilku zakładów – kopalń rud cynku i ołowiu działających w rejonie Bytomia, Radzionkowa i Piekar Śląskich (od Miechowic na zachodzie do Dąbrówki Wielkiej na wschodzie). Na bazie zasobów majątkowych kombinatu 18 grudnia 1991 powstała jednoosobowa spółka Skarbu Państwa Orzeł Biały SA .

## Geologia

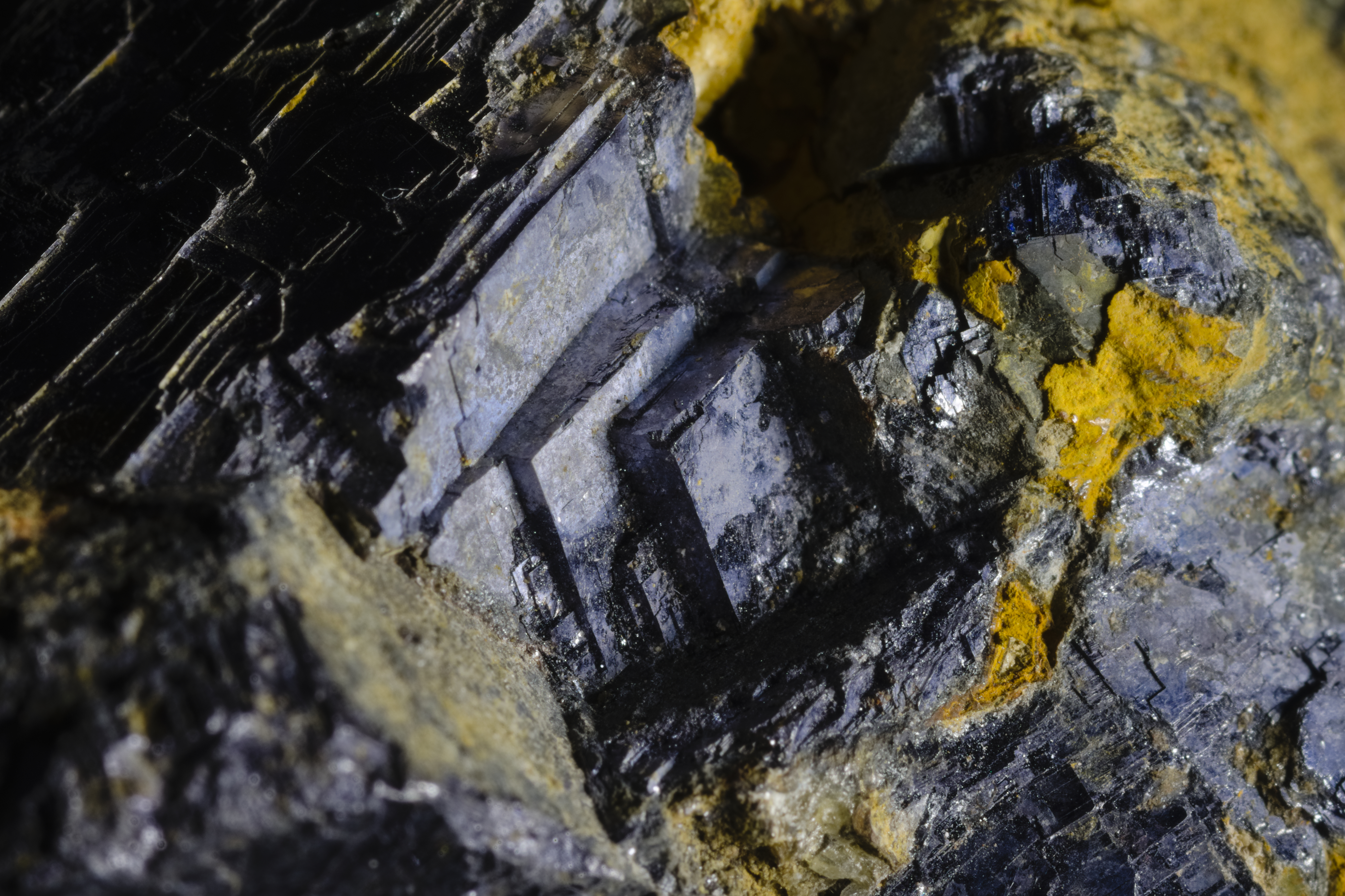
Galena z Chorzowa

Złoże, które było przedmiotem eksploatacji Orła Białego to część śląsko-krakowskich złóż cynkowo-ołowiowych (S-C, skrót od Silesian-Cracovian), ulokowane w najważniejszym, środkowym pasie złożowym, do którego należy rejon okolic Bytomia i Olkusza. Było to jedno z bardziej zasobnych  w skali światowej złóż rud cynku i ołowiu zalegało na obszarze niecki bytomskiej (jego wymiary to: 2 do 4 km szerokości, długość około 14 km) głównie w utworach triasowych (dolny wapień muszlowy , znajdowano również okruszcowanie poniżej złóż rudnych w utworach górnego karbonu w kopalniach węgla kamiennego) powstałych w facji germańskiej w Zagłębiu Kruszcowym, obejmującym teren pomiędzy Katowicami, Częstochową a Krakowem; drugi najbogatszy rejon złożowy w tymże zagłębiu po rejonie olkuskim.
Nośnikiem kruszców są skały dolomitowe o miąższości od 30 do 75 metrów, zwane dolomitami kruszconośnymi (sporadycznie towarzyszy im krzemionka, np. w postaci chalcedonu). „Wapień podstawowy” od dolomitów kruszconośnych jest często oddzielony warstwą iłów witriolowych, których miąższość dochodzi do 3 metrów. Warstwa dolomitów kruszconośnych zalega na różnych poziomach stratygraficznych, zahaczając nawet o warstwy paleozoiczne, rudy występują częściowo w postaci brekcji z domieszkami pirytu; w utworach triasowych napotkanych w kopalniach zaobserwowano ponadto rowy tektoniczne.

### Geneza złóż
Poglądy geologów na genezę tych złóż były rozbieżne i koncentrowały się wokół dwóch koncepcji:
- mineralizacji syngenetycznej, zakładającej synsedymentacyjne powstanie siarczków w morzu triasowym[20]
- mineralizacji epigenetycznej, zakładającej strącenie siarczków z roztworów, które dostały się do węglanowego górotworu po lityfikacji osadów[20], a w obrębie niej powstały teorie:
  - hydrotermalno-osadowa[29]
  - parahydrotermalna[29]
  - ortohydrotermalna[29]

Pogląd, iż są to złoża epigenetyczne, metasomatyczne, teletermalne (tj. powstałe w niskich temperaturach), wytworzone w wyniku wpływu roztworów hydrotermalnych, zyskał najwięcej zwolenników. Rudy utlenione (galmany) badacze uznali za utwory wtórne wobec rud siarczkowych i ewentualnie węglanowych.
Proces okruszcowania zachodził przez kilka milionów lat w neogenie, natomiast nadal trwające, dokonane głównie w pliocenie i czwartorzędzie utlenienie siarczków uformowało rudy utlenione.

### Minerały złożowe
W rejonie bytomskim dominują kruszcowe minerały cynku i żelaza. Pierwiastki dominujące to: cynk, żelazo, arsen i tal, natomiast pierwiastki główne to: ołów, srebro i kadm. Zachodzą w tym rejonie trzy istotne asocjacje: żelazo z arsenem i talem oraz srebro z kadmem oraz srebro z ołowiem. Eksploatowane minerały o znaczeniu gospodarczym to przede wszystkim: blenda cynkowa (dominowała w środkowo-wschodniej części złoża), blenda skorupowa (schalenblende)  (z warstwami czystego wurcytu, np. w kopalni Nowa Helena czy Orzeł Biały), tzw. sfaleryt dolomitowy bądź blenda dolomitowa (mieszanina sfalerytu, węglanów wapnia, magnezu i cynku, znajdowana np. w kopalniach Nowa Helena i Orzeł Biały ), galena (dominowała w zachodniej części złoża), galman  (w skład galmanu z kopalni Orzeł Biały wchodziły: limonit, goethyt, smithsonit (monheimit), syderyt, dolomit z kalcytem, śladowo galena, sporadycznie ziarna chalcedonu; czerwony galman zawierał domieszkę kadmu) i markasyt . Markasyt występował we włóknistych skupieniach koncentrycznych, w postaci stalaktytów (zwłaszcza często w kopalni Neue Fortuna; w kopalni Orzeł Biały natrafiono na stalaktyty pokryte markasytem o długości 6–8 cm i grubości około 1 cm), w towarzystwie blendy, bądź zalegał w warstwach, których łączna grubość dochodziła do kilku metrów (np. w kopalni Orzeł Biały czy Nowy Dwór). W markasycie stwierdzono domieszki arsenu i niklu, spotykano w jego towarzystwie gips (w kopalni Bleischarley). W złożach bytomskich zaobserwowano ponadto występowanie: siarkosoli, jordanitu, gratonitu, barytu, cerusytu (np. w kopalni Nowa Helena, Cäcilie) i prawdopodobnie również dufrenoizytu. Na hałdzie kopalni Bleischarley, która uległa samozapłonowi zaobserwowano oktaedryczne kryształy zawierające kwas arsenawy z domieszką realgaru.
Złoże zalegało w niektórych rejonach w dwóch ławach: na głębokości 40–60 metrów znajdowało się złoże siarczkowe, nad nim, około 10 metrów wyżej, złoże utlenione. W rejonie kopalni Waryński złoże blendy rzadko przekraczało 2 m grubości, natomiast w rejonie kopalni Orzeł Biały grubość tegoż złoża dochodziła do 12 m. Górna ława osiągała miąższość od 2 do 5 m. Złoże miało przeważnie strukturę brekcjową, stosunkowo często występowały przewarstwienia o rudy z dolomitem o regularnym charakterze.
Eksploatacja rud była prowadzona w obrębie wychodni galmanu do 30 metrów (płytkie złoża galmanu były jednak intensywnie wybrane już na początku XX wieku), także na głębokości do 10–60 metrów, przeciętnie 30–40 metrów, w rejonie bytomskim w późniejszym czasie wyrobiska drążono nawet na głębokości około 100 metrów; grubość eksploatacji wynosiła od 2 do 6 metrów; łącznie powstało około 730 km wyrobisk.

## Historia

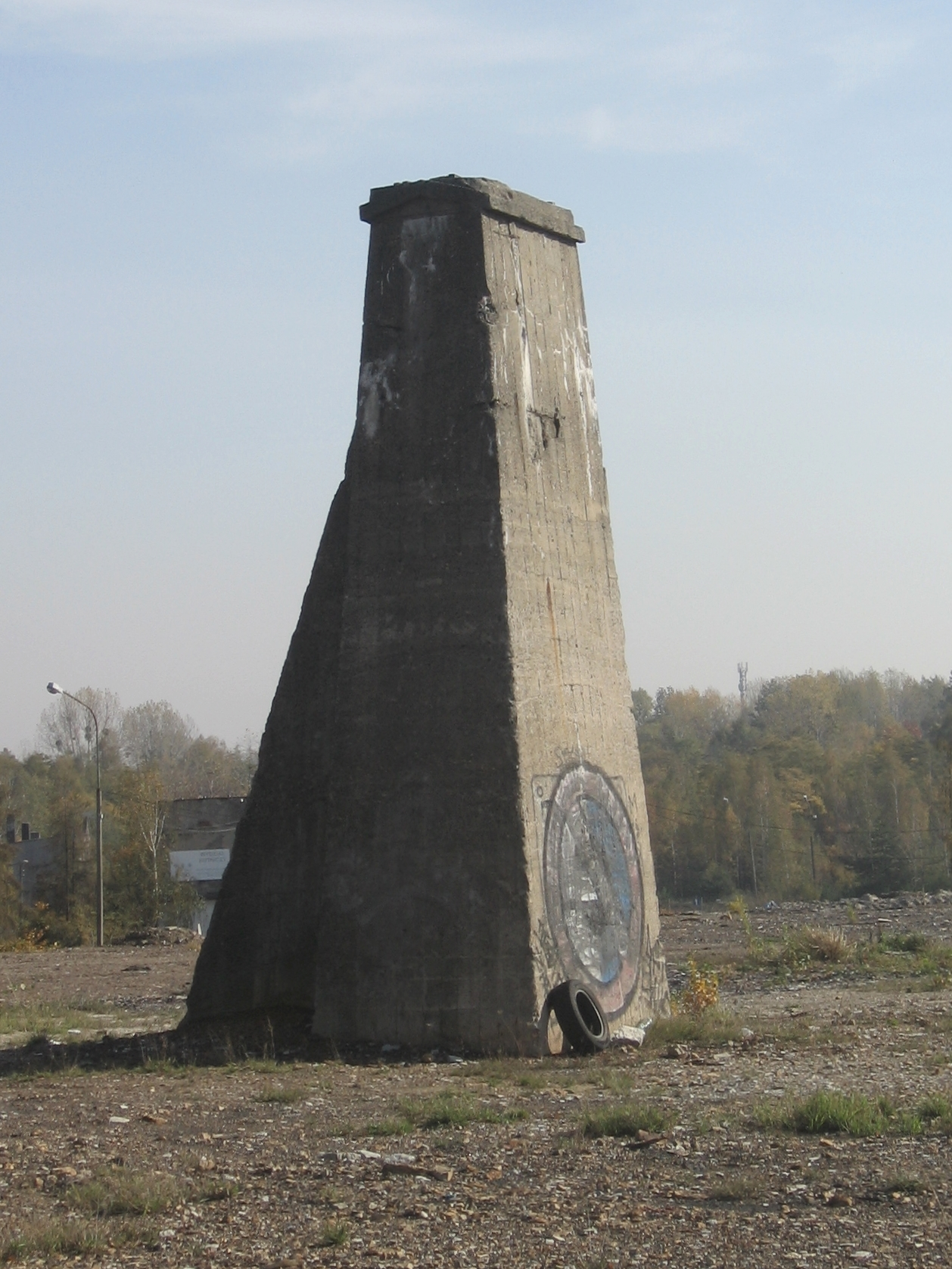
Betonowy filar estakady kolejowej linii wąskotorowej w Piekarach Śląskich (Brzeziny Śląskie, w pobliżu ulicy Walentego Roździeńskiego), którą transportowano rudę w wagonach samowyładowczych, z estakady następował zrzut ładunku do huty cynku Zakładów Górniczo-Hutniczych Orzeł Biały w Piekarach Śląskich (2017)

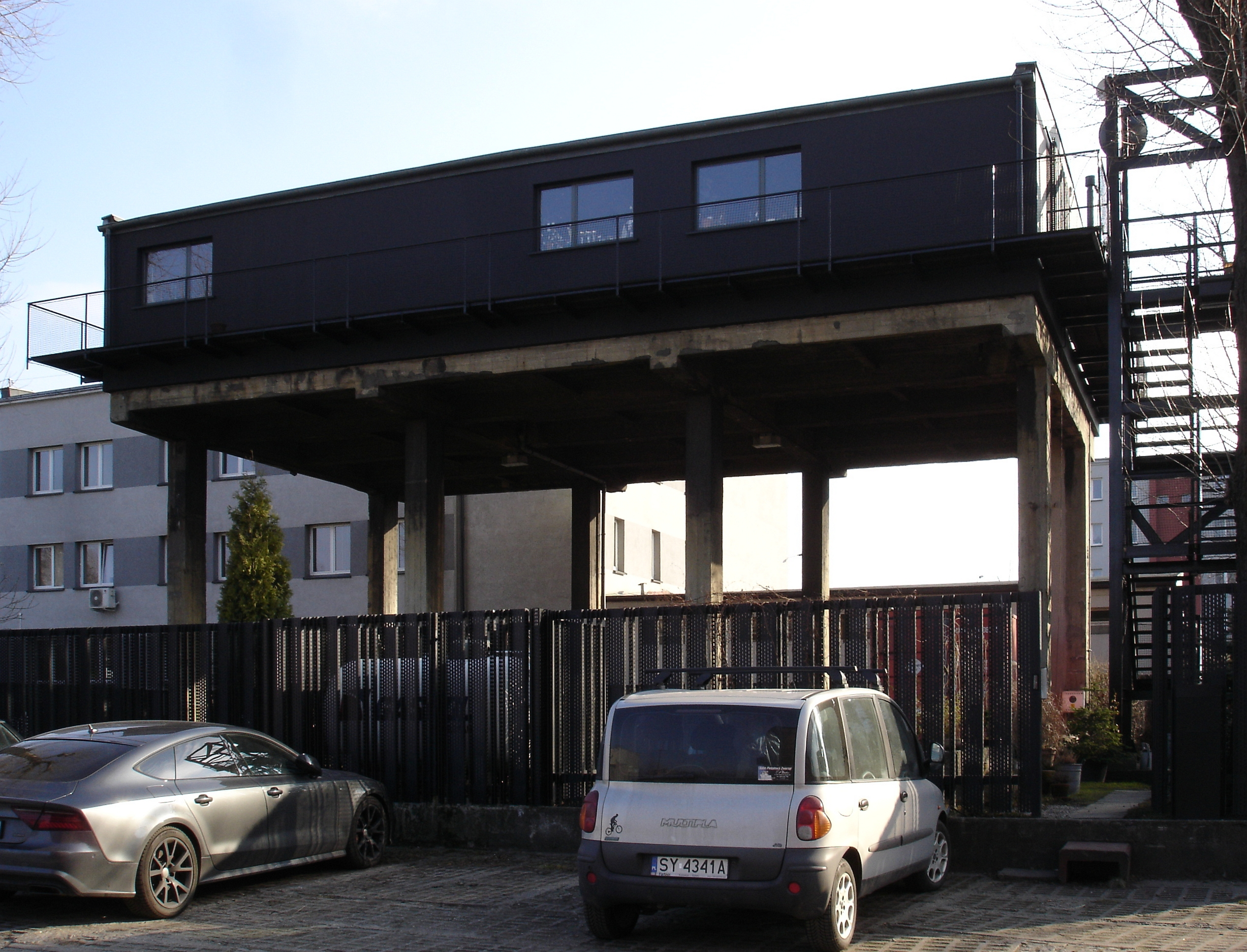
Dawna lampiarnia przy szybie Bolko, obecnie Bolko Loft mh1 w 2017 roku

Rejon bytomski to najstarszy w kraju obszar wydobycia rud cynkowo-ołowiowych. Najstarsze ślady wydobycia rud metali na Górnym Śląsku pochodzą z lat 700–400 p.n.e. Górnictwo rudne w pobliżu niecki bytomskiej stopniowo rozwijało się od XII wieku. W średniowieczu eksploatowano złoża galeny m.in. we wsi Miechowice, późniejszej dzielnicy Bytomia. Od XVI wieku wydobywano w tym rejonie rudę cynku. W latach 1529–1627 utworzono ogółem 1574 szyby w rejonie bytomskim, którymi prowadzono eksploatację górniczą. Intensyfikacja wydobycia nastąpiła od połowy XVIII wieku, w związku z rewolucją przemysłową. Wydobycie w II połowie XVIII wieku i na początku XIX wieku koncentrowało się w pobliżu Tarnowskich Gór (zob. kopalnia rud ołowiu, srebra i cynku wraz z systemem gospodarowania wodami podziemnymi w Tarnowskich Górach). W związku ze stopniowym wyczerpywaniem się złóż w rejonie tarnogórskim (w 1911 lub 1912 roku zamknięto kopalnię Fryderyk, jednak jeszcze do lat 20. XX wieku eksploatowano galman w rejonie tarnogórskim) rozpoczęto eksploatację na większą skalę w rejonie bytomskim, gdzie istniały wcześniej niewielkie i płytkie kopalnie w pobliżu Miechowic, na terenie Dąbrowy Miejskiej i Szarleju.
W XIX wieku w niecce bytomskiej powstały liczne kopalnie rud cynku i ołowiu, m.in.:
- Helena[49],
- Brzozowice[49],
- Samuel[49],
- Bleischarley w 1853 roku[61] (według innych źródeł około 1854–1858  roku[10] [62] ),
- Rozalia[49],
- Nowa Wiktoria[49],
- Nowy Dwór w 1881 roku[61],
- Cecylia[49],
- Flora[49],
- Segiet[49].

W 1846 roku rozpoczęto także eksploatację złóż rudnych w rejonie późniejszego parku miejskiego w Bytomiu, a także w pobliżu obecnych ulic Kardynała Stefana Wyszyńskiego i Czołgistów w Piekarach Śląskich od 1858 roku.
W Brzozowicach działała od 1927 do 1990 roku huta Krystyn, później przemianowana na Waryński. W 1928 roku działalność przedsiębiorstwa rozszerzyła się o hutnictwo , chociaż sam okres dwudziestolecia międzywojennego to czas destabilizacji wydobycia. W 1927 roku koło kopalni Samuelsglück wzniesiono hutę tlenku cynku, późniejszy Wydział Hutniczy kombinatu Orzeł Biały.
Po II wojnie światowej, w 1945 roku upaństwowiono wszystkie kopalnie. Uruchomiono zakłady górnicze: Orzeł Biały , Zakłady Górnicze im. Juliana Marchlewskiego, Waryński (wcześniej kopalnia Nowa Helena w Piekarach Śląskich, do zakładu przeróbki Waryński kierowano urobek wydobywany szybem Bolko) i Nowy Dwór (w 1951 roku). Podlegały one Centralnemu Zarządowi Kopalnictwa Rud Nieżelaznych z siedzibą w Katowicach. Po 1945 roku nastąpił znaczny rozwój górnictwa rud, a zarazem najświetniejszy okres w górnictwie rudnym rejonu bytomskiego: rocznie wydobywano na tymże obszarze łącznie do 1 miliona ton rudy. Wydobycie prowadzono systemem komorowo-filarowym, w okresie powojennym wydobyto 48,3 mln ton rudy w rejonie Bytomia .
W 1958 roku świętowano 100-lecie kopalni Orzeł Biały i Waryński, na obchody przyjechał Władysław Gomułka. 1 stycznia 1958 roku połączono zakłady Nowy Dwór z Waryńskim, a w 1961 roku (lub w 1962 roku) Orła Białego z Marchlewskim . W 1967 roku z połączonych zakładów Orzeł Biały i zakładów Waryński został utworzony Kombinat Górniczo-Hutniczy Orzeł Biały  . W 1968 roku utworzono nową kopalnię Dąbrówka w Dąbrówce Wielkiej. Wszystkie kopalnie kombinatu były połączone podziemnymi wyrobiskami.
W latach 1952–1966 prowadzono eksploatację m.in. w rejonie szybu Lompa Kopalni Węgla Kamiennego Rozbark, na głębokości około 70 metrów, miąższość wybieranego złoża wynosiła od 2,3 do 3,3 m. Eksploatację w rejonie filara ochronnego tegoż szybu prowadzono systemem zabierkowym. W latach 60. XX wieku prowadzono znaczące roboty poszukiwawcze, m.in. wydrążono szyb Opuszczony II, jednak stwierdzone zasoby złóż rud okazały się niewielkie, co skutkowało prowadzonym do końca 1975 roku przerobem zwałów odpadów popłuczkowych, aby uzyskać wsad dla Zakładu Przeróbki Waryński.
W 1967 roku zakład zatrudniał 7137 osób, a wartość globalnej produkcji zakładów wyniosła 953 mln zł. Zakłady w latach 70. XX wieku tworzyły kopalnie: Nowy Dwór, Marchlewski, Waryński, Orzeł Biały i Dąbrówka .
W latach 1974–1976 zakład produkował mączkę dolomitową z odpadów flotacyjnych, którą stosuje się jako wypełniacz mas bitumicznych. Z uwagi na konieczność suszenia odpadów do uzyskania wilgotności na poziomie 2%, proces technologiczny okazał się nieopłacalny energetycznie. W 1981 roku rozpoczęto przeróbkę złomu akumulatorowego . Eksploatacja górnicza rud cynku i ołowiu zakładów Orzeł Biały została zakończona w 1989 roku  w zakładach Orzeł Biały i Dąbrówka, z uwagi na fakt, że pozostały głównie rudy tlenkowe, które uznano za nieprzemysłowe. Zostały one wyłączone z krajowego bilansu zasobów kopalin, pozostawiono jedynie złoże Dąbrówka Wielka z zasobami pozabilansowymi. W 1989 roku zamknięto Zakład Przeróbki Marchlewski, który produkował koncentrat kolektywny o zawartości 44% cynku , w tymże roku działalność zakładów praktycznie ustała .
Obszar górniczy zakładów został wykreślony z rejestru obszarów górniczych w 1995 roku . Część pokopalnianych wyrobisk została przekształcona w ujęcia wody. W celu ochrony przed zatopieniem niżej leżących od kopalń rudnych wyrobisk kopalń węgla kamiennego, utworzono centralną pompownię Bolko przy szybie Bolko, która wypompowuje wody kopalniane, spływające z poszczególnych rejonów dawnych kopalń rud. Dawna lampiarnia przy szybie Bolko w Bytomiu została zaadaptowana na loft o nazwie Bolko Loft mh1 w latach 2002–2003 według projektu Przemo Łukasika . Po zakończeniu eksploatacji górniczej, na terenie zakładów Orzeł Biały działa spółka Orzeł Biały, która zajmuje się utylizacją zużytych akumulatorów ołowiowych, głównie w celu odzysku metalicznego ołowiu . Składowiska KHG Orzeł Biały w rejonie Bytomia znajdują się m.in. na południe od zakładu Marchlewski, przy ul. Siemianowickiej oraz w Dąbrowie Miejskiej, w rejonie nowy Dwór oraz przy ul. Węglowej. Składowiska w Piekarach ulokowane były w pobliżu kopalni Orzeł Biały oraz na terenie Huty Waryński, a także w kolonii Dołki.

## Zaplecze socjalne
Kombinat utworzył dla swoich pracowników:
- 6 ambulatoriów ogólnych[79],
- 4 ambulatoria dentystyczne[79],
- około 1000 mieszkań w Bytomiu, Brzezinach Śląskich i Piekarach Śląskich[79],
- klub fabryczny[79],
- klub sportowy „Orzeł”, na którego potrzeby utrzymywano dwa stadiony sportowe, w tym jeden basenem kąpielowym[79].